# Новая Волынь
Но́вая Волы́нь — поселок в Бугурусланском районе Оренбургской области в составе Пилюгинского сельсовета.

## География
Находится на левом берегу реки Малый Кинель и на реке Хлебная на расстоянии примерно 26 километров по прямой на юго-юго-запад от центра города Бугуруслан.

## Население
Население составляло 8 человек в 2002 году (русские 100%), 1 по переписи 2010 года.